# 佛罗伦萨音乐学院

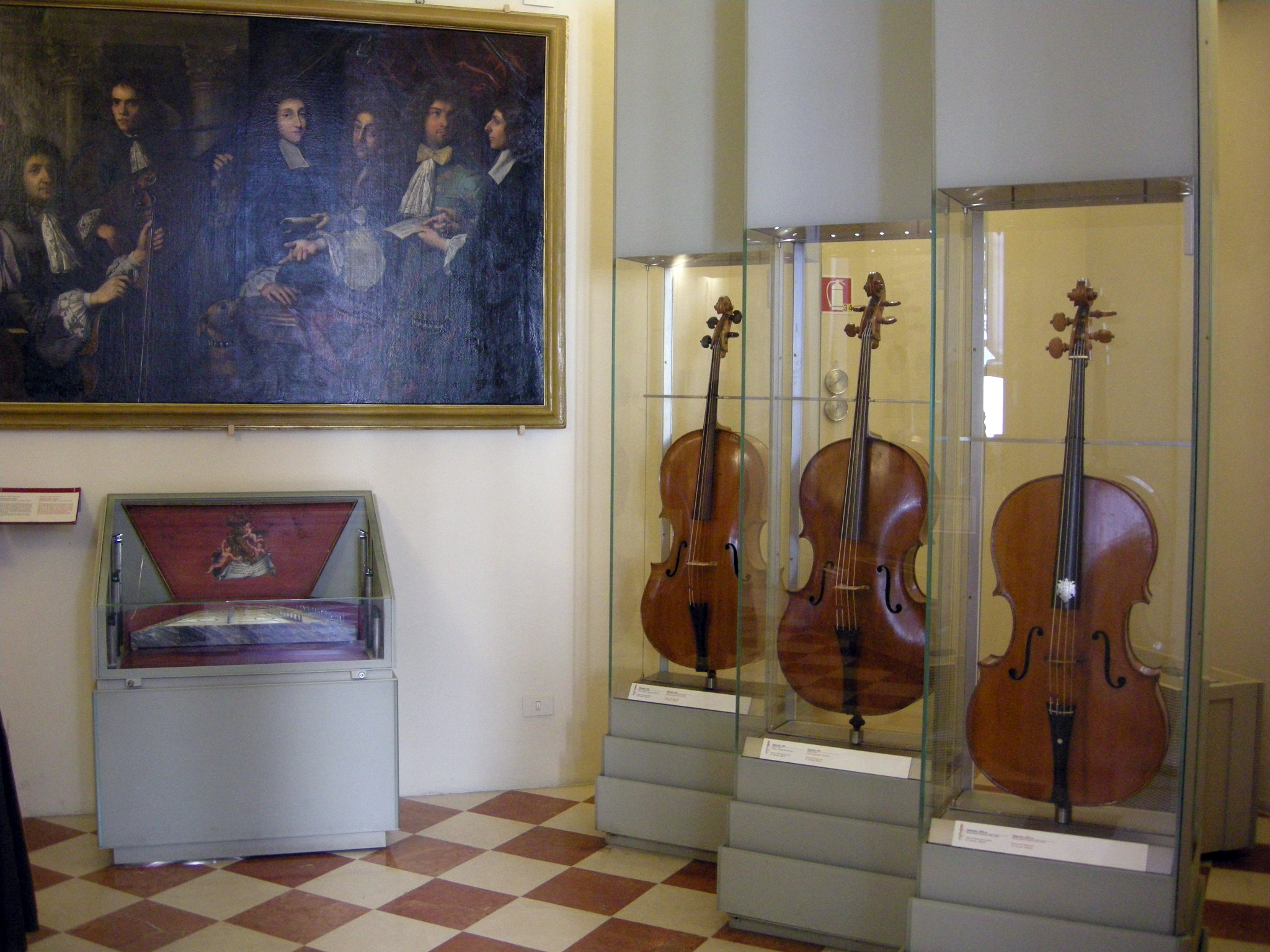
乐器博物馆

佛罗伦萨路易吉·凯鲁比尼音乐学院 (意大利语: Conservatorio Luigi Cherubini) 是一所位于意大利托斯卡纳大区首府佛罗伦萨的国立音乐学院，有权授予意大利音乐本科和硕士学位。

## 历史
佛罗伦萨至少从14世纪开始就有了音乐学校，当时Ars Nova蓬勃发展。然而，在很长一段时间里，这些学校具有私人性质；它们的出现要归功于少数知名艺术家的倡议或赞助人的兴趣，而不具有公共职能的特点。1811年佛罗伦萨美术学院开设了一些音乐科系。1849年8月6日的一项大公国法令将美术学院的音乐学校改为独立的音乐学院：当时著名的作曲家和优秀的歌剧作曲家乔瓦尼·帕奇尼（他创作了九十部戏剧，包括《萨福》和《美狄亚》）被召来指导。